# Silas Oriane
Silas Kaan Osezua Oriane (* 18. November 2004 in Berlin) ist ein deutsch-dänischer Basketballspieler.

## Werdegang
Oriane wuchs ab dem dritten Lebensjahr in Dänemark auf. Er stammt von einem nigerianischen Vater und einer deutschen Mutter ab. Oriane begann mit elf Jahren mit dem Basketballsport. Er wurde in der Jugend des Vereins Falcon gefördert, von 2022 bis 2024 spielte er für die Bakken Bears. Mit der Mannschaft aus Aarhus gewann Oriane die dänische Meisterschaft (2023 und 2024), den dänischen Pokalwettbewerb (2023) sowie 2024 den europäischen Wettbewerb ENBL (European North Basketball League).
Im Sommer 2024 wurde Oriane vom deutschen Zweitligisten Tigers Tübingen verpflichtet.

### Nationalmannschaft
Mit der dänischen U20-Nationalmannschaft gewann Oriane 2023 die Nordische Meisterschaft.